# 华侨银行 (中国)
華僑銀行有限公司是在中华人民共和国注册的外资法人银行，为华侨银行（香港）有限公司（原华侨永亨银行有限公司）的全资附屬公司，負責經營華僑銀行在中國大陸的銀行業務。總部設立在上海，系首批法人化的中国大陆外资银行。

## 歷史

### 华侨银行在中国
华侨银行在中国的历史可追溯至1925年3月在廈門設立的分行。1927年，和丰银行设立上海分行，后于1932年成为华侨银行的上海分行，上海分行最初行址设在九江路120号。抗日战争开始后，厦门分行于1938年9月1日迁往鼓浪屿福建路62号。1946年3月，厦门分行正式复业。在民国时期，华侨银行厦门及上海分行是南洋华侨往中国大陆的家人汇送钱款的主要渠道之一。
中华人民共和国成立后，华侨银行获准继续经营，与汇丰、渣打、东亚同为未中断中国大陆业务的外资、侨资银行。初期业务仅限于办理汇入汇款和出口押汇，后获准代理中国人民银行的境内居民人民币储蓄存款业务；1984年获准扩大外汇业务经营范围，1991年获准经营全面银行外汇业务。
2007年8月1日，華僑銀行在上海成立本地法人银行華僑銀行（中國）。

### 永亨银行在中国

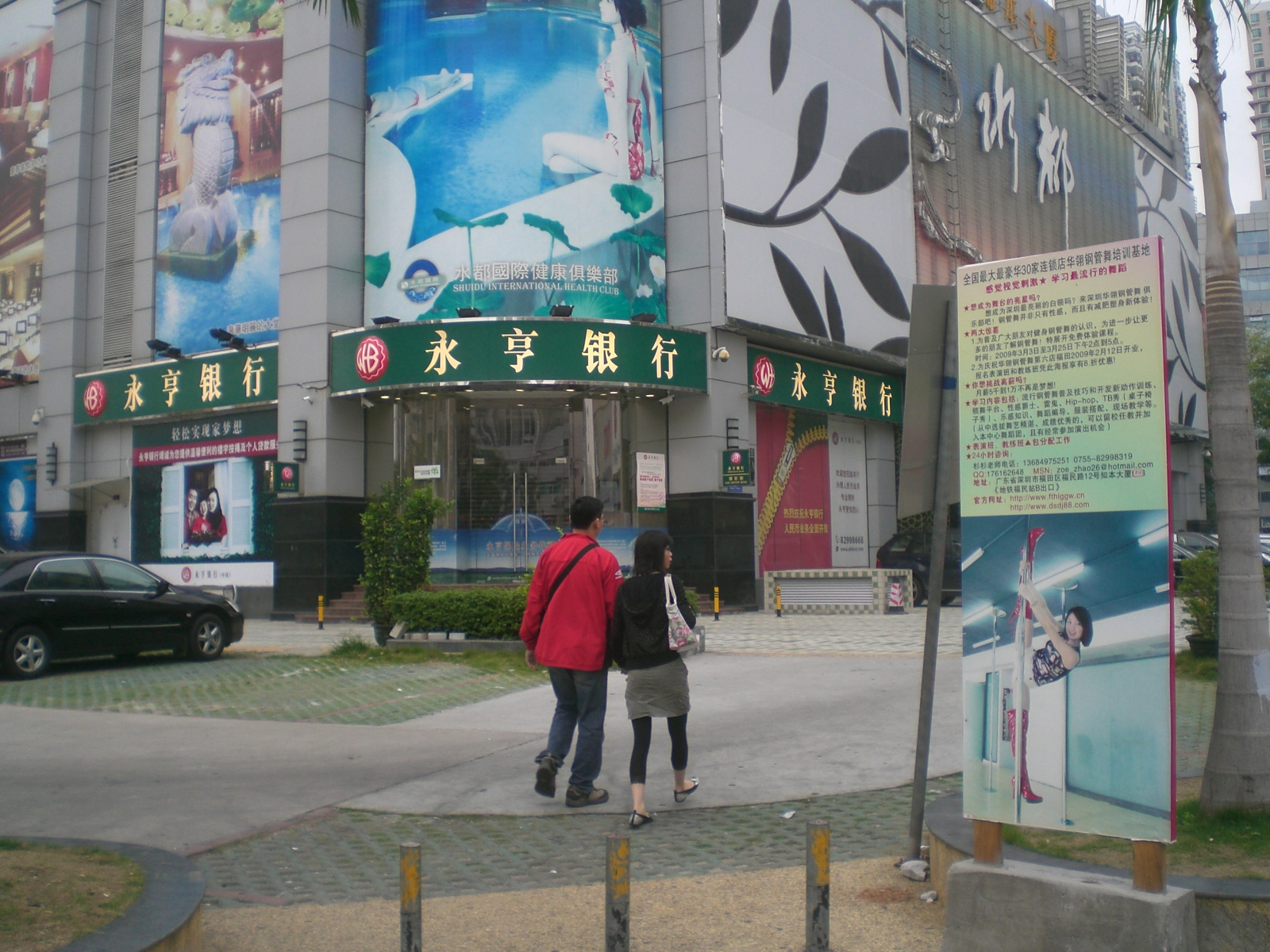
永亨中国深圳分行

永亨銀行原名永亨銀號，由馮堯敬於1937年在廣州西關十三行創立，最初是作為永隆聯號，經營金銀找換業務。二次大战后，永亨银号于1945年在香港重新建立。
1991年，永亨再度进入大陆市场，在深圳成立代表处。深圳代表处于1993年升格为深圳分行，2002年成为中国加入世贸后首批获准经营境内人民币业务的华资银行。广州代表处于1997年成立，2006年升格为广州分行。上海代表处于2000年成立，2005年升格为上海分行，是CEPA之後首批获准在上海开设分行的港资银行。
2007年6月1日，永亨银行成立本地法人银行永亨银行（中国），是首家以深圳作为总部的外资法人银行。

### 华侨收购永亨后

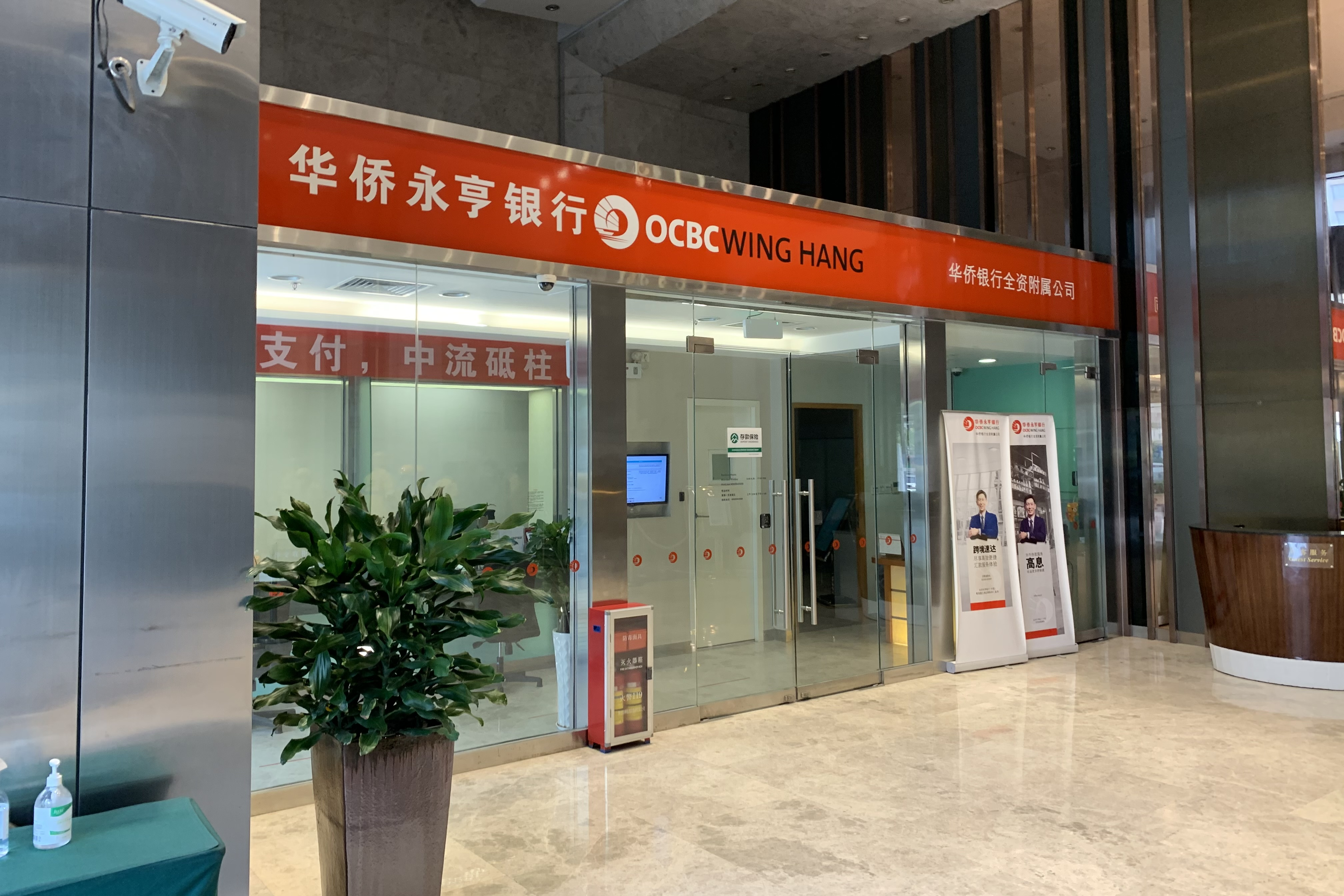
华侨永亨时期的广州海珠支行，现已关闭

2014年4月，华侨银行宣布完全收购永亨银行，永亨银行在同年稍后更名为华侨永亨银行。2016年5月，华侨银行（中国）获准吸收合并永亨银行（中国）。新加坡华侨银行将华侨银行（中国）的所有股权转让至华侨永亨银行后，华侨银行（中国）筹备吸收合并永亨银行（中国），并以华侨银行（中国）为合并后存续主体筹建华侨永亨银行（中国）。同年7月，华侨永亨银行（中国）正式开业。
2023年7月3日，母公司華僑永亨銀行更名為華僑銀行（香港）有限公司。同年8月，国家金融监督管理总局批复了银行更名为华侨银行有限公司的申请；同年10月，银行总行及所有分支行换领了金融许可证。2023年12月6日，华侨永亨银行（中国）正式更名为华侨银行。

## 服务
截至2023年7月，华侨永亨中国提供企业银行业务、金融机构业务、资金业务及零售银行业务，在上海、北京、广州、深圳、成都、天津、厦门、青岛、重庆、绍兴、苏州、珠海、武汉和佛山设有17个服务网点。上海、深圳、广州、珠海和佛山的部分分支行提供零售银行服务。

## 外部連結
- 官方网站